# Auxa pulchra
Auxa pulchra là một loài bọ cánh cứng trong họ Cerambycidae.